# Верхосульский сельский совет (Белопольский район)
Верхосульский сельский совет (укр. Верхосульська сільська рада) — входит в состав
Белопольского района Сумской области Украины.
Административный центр сельского совета находится в
с. Верхосулка
.

## Населённые пункты совета
- с. Верхосулка
- с. Валиевка
- с. Курасово
- с. Лохня
- с. Машары
- с. Мукиевка
- с. Сульское